# ماكسيم فاسيلييف
ماكسيم فاسيلييف (بالروسية: Васильев, Максим Владимирович)‏ هو لاعب كرة قدم روسي في مركز الدفاع، ولد في 31 يناير 1987 في سانت بطرسبرغ في روسيا. لعب مع بالتيكا كالينينغراد وتوربيدو جودينو ونادي فولغا نيجني نوفغورود.

## وصلات خارجية
- ماكسيم فاسيلييف على موقع Soccerway.com (الإنجليزية)